# Edward Tyson
Edward Tyson (Clevedon, 20 de janeiro de 1651 — 1 de agosto de 1708) foi um cientista e físico britânico, geralmente considerado o fundador da anatomia comparativa moderna, que compara a anatomia entre as espécies.
Tyson nasceu como filho de Edward Tyson em Clevedon, Somerset. Ele obteve um BA em 1670 e um MA em Oxford em 1673, e um MD em Cambridge em 1677. Em 1684, foi nomeado médico e governador do Hospital Bethlem, em Londres (o primeiro hospital psiquiátrico na Grã-Bretanha, segundo na Europa). Ele é creditado com a mudança do hospital a partir de uma espécie de jardim zoológico para um local destinado a ajudar os presos. Ele foi eleito Membro da Royal Society, em novembro de 1679.
Em 1680, ele estudou um golfinho e estabeleceu que os botos são mamíferos. Em 1698, ele dissecou um chimpanzé e o resultado foi o livro, Orang-Outang, sive Homo Sylvestris: or, the Anatomy of a Pygmie Compared with that of a Monkey, an Ape, and a Man. Neste livro, ele chegou à conclusão de que o chimpanzé tem mais em comum com o homem do que com macacos, especialmente no que diz respeito ao cérebro. Este trabalho foi republicado em 1894, com uma introdução por Bertram C. A. Windle que inclui uma breve biografia de Tyson.